# Малий Кожвож
Малий Кожво́ж (рос. Малый Кожвож, марій. Изи Кожвож) — присілок у складі Звениговського району Марій Ел, Росія. Входить до складу Кужмарського сільського поселення.

## Населення
Населення — 73 особи (2010; 56 у 2002).
Національний склад (станом на 2002 рік):
- марі — 100 %